# Majkino
Majkino (ros. Майкино) – wieś (dieriewnia) w Rosji, w obwodzie pskowskim, w rejonie wielkołuckim. W 2021 liczyła 332 mieszkańców.